# Marcia Griffiths
Marcia Llyneth Griffiths (Kingston, 23 novembre 1949) è una cantante giamaicana.
Dal 1970 al 1974 ha fatto parte del gruppo I Threes, un trio di coriste che supportava Bob Marley & the Wailers.

## Discografia parziale
- Sweet Bitter Love (1974)
- Naturally (1978)
- Steppin (1979)
- Rock My Soul (1984)
- Marcia (1988)
- Carousel (1990)
- Indomitable (1995)
- Land of Love (1997)
- Collectors Series (1998)
- Truly (1998)
- Certified (1999)
- Reggae Max (2003)
- Shining Time (2005)
- Melody Life (2007)
- Marcia Griffiths & Friends (2012)
- Timeless (2019)